# Bamboo (band)
Bamboo was een alternatieve rockband uit de Filipijnen. De band werd in 2003 opgericht door Francisco "Bamboo" Mañalac, Ira Cruz, Nathan Azarcon en Vic Mercado en hield begin 2011 op te bestaan.

## Discografie

### Albums
- As the Music Plays (2004) - Dubbel platinum (in 2005 verscheen een dubbel-CD editie)
- Light Peace Love (2005) - Platinum
- We Stand Alone Together (2007) - Goud
- Tomorrow Becomes Yesterday (2008) - Platinum

### Compilatie-albums
- Full Volume:The Best Of Pinoy Alternative (2005 EMI Philippines)
- Rounin OST (2007 Star Records)
- Astig...The Biggest OPM Hits (2008 Universal Records)

### Singles
| Jaar | Single                     | Album                                                   |
| ---- | -------------------------- | ------------------------------------------------------- |
| 2004 | Noypi                      | As the Music Plays                                      |
| 2004 | Mr. Clay                   | As the Music Plays                                      |
| 2004 | Masaya                     | As the Music Plays                                      |
| 2005 | Hallelujah                 | Light Peace Love                                        |
| 2005 | F.U.                       | Light Peace Love                                        |
| 2005 | Much Has Been Said         | Light Peace Love                                        |
| 2005 | Truth                      | Light Peace Love                                        |
| 2005 | Peace Man                  | Light Peace Love                                        |
| 2006 | Argos                      | Rounin OST                                              |
| 2007 | Tatsulok                   | We Stand Alone Together                                 |
| 2007 | Probinsyana                | We Stand Alone Together                                 |
| 2007 | So Far Away                | We Stand Alone Together                                 |
| 2008 | Kailan                     | Tomorrow Becomes Yesterday                              |
| 2009 | Last Days on a Cruise Ship | Tomorrow Becomes Yesterday                              |
| 2009 | Muli                       | Tomorrow Becomes Yesterday                              |
| 2010 | Kalayaan                   | Tomorrow Becomes Yesterday                              |
| 2010 | Bagong Sigaw               | Tomorrow Becomes Yesterday (nieuwe uitgebrachte versie) |